# Баргуджин-Токум

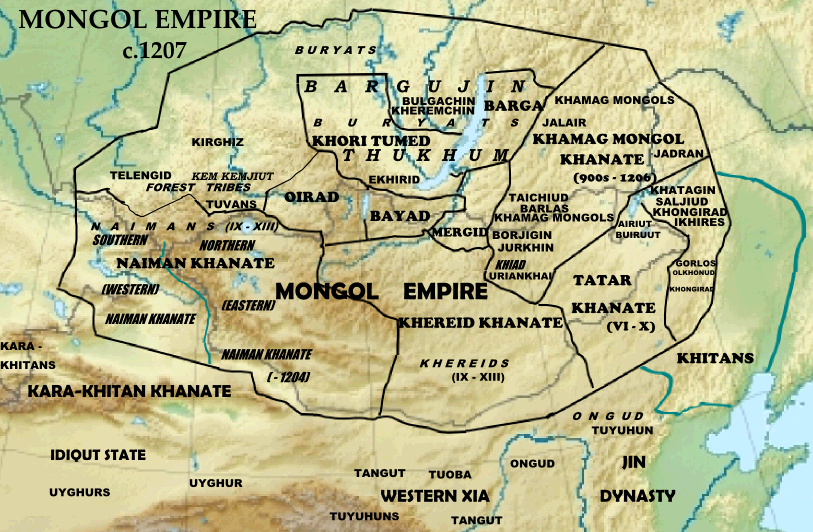
Монгольская империя около 1207 года

Баргуджин-Токум, или Баргуджин-Тукум, – этноисторическая область в Северной Азии, исконная древняя родина бурят. К истории земли Баргуджин-Токум восходит легендарная этническая генеалогия бурятского народа.

## Географическое положение
Находится в районе озера Байкал, в которую входят современные Республика Бурятия, южная и центральная части Иркутской области (бур. Эрхүү можо), восточная присаянская часть Красноярского края и Забайкальский край (бур. Yбэр Байгалай хизаар).

## История
Протомонгольские племена, проживавшие здесь во II—I тыс. до н. э., создали культуру плиточных могил.
На рубеже нашей эры территория к югу от Байкала входила в состав государства Хунну — древнего кочевого народа, с 220 года до н. э. по II век н. э. населявшего Монгольское плато.
Частично, регион входил в состав монгольских государств Сяньби (93—234), Жужаньского каганата (330—555), Ляо (906—1125), Монгольской империи (1206—1368), Монгольского каганата (1368—1691) «В начале III в. основная масса сяньбийских племен, включая Тоба, откочевали из Забайкалья».
Туматы в IX—XIII веках до переселения во Внутреннюю Монголию населяли южное Приангарье и западное Забайкалье.
Основное население страны Баргуджин-Токум имела общее название баргуты и состояло из собственно баргутов, хори-туматов и туласов. Также в пределах Баргуджин-Токума упоминаются племена: булагачины, кэрэмучины, хойин-урянка (лесные урянкаты) и байлуки (баяты).
Другие монголоязычные лесные племена жили на современных территориях Бурятии, Тувы, Иркутской области, Красноярского и Забайкальского края.
Вполне возможно, что на рубеже XII и XIII вв. ойраты занимали более обширную территорию, чем верховье Енисея, включая сюда Приангарский край, лесные районы, межгорные долины и степи на северо-востоке Саян и Танну-Ола.
Меркиты (монг. мэргид — меткие, искусные) населяли юг западного Забайкалья до XIII века. По одной из достоверных версий, являются предками некоторых родов современных бурят.
Баяты являются крупнейшим монгольским племенем, которое известно с древних времён. Часть народа в XVII веке откочевала на запад и осела в отрогах Хангая в долинах Дзабхана и Дэлгэр-Мурэна, а затем далее за Монгольским Алтаем в Джунгарском ханстве.
Баргуты населяли Забайкалье в V—IX веках под названием байырку. Они располагались в северном Прибайкалье в XIII веке. Позже откочевали во Внутреннюю Монголию. Баргуты говорят на бурятском языке, который входит в северную группу монгольских языков.
Джалаиры (монг. жалайр) жили по реке Онон.
 В XIII веке тайджиуты (монг. тайчууд) жили в южной части современного Забайкальского края. В X—XIII вв. Забайкальский край входил в состав Всемонгольского государства и халхасцы до XVII в. кочевали на территории Байкальского региона.
До середины XVII века монголоязычные дауры (вместе с подгруппой гогули) жили в долине реки Шилки, в верховьях Амура и на реке Бурея. По названию этого народа регион их проживания был назван Даурией.
Самыми западными территориями расселения бурятских племён были долины рек Уда (Чуна) и Бирюса (Она), вплоть до реки Кан в Красноярском крае.

## Население
| Год  | Всего     | Буряты          |
| ---- | --------- | --------------- |
| 1897 | 1 186 304 | 288 354(24,3%)  |
| 1959 | 3 686 166 | 246 283(6,68%)  |
| 1970 | 4 270 579 | 303 625(7,1%)   |
| 1979 | 4 689 424 | 334 487(7,13%)  |
| 1989 | 5 238 512 | 393 480(7,51%)  |
| 2002 | 4 718 289 | 426 671(9,04%)  |
| 2010 | 4 507 878 | 442 026(9,8%)   |
| 2021 | 4 352 815 | 439 925(11,35%) |